# کالودوالا
کالودوالا (به لاتین: Kaludewala) یک منطقهٔ مسکونی در سری‌لانکا است که در ناحیه متاله واقع شده‌است.